# Domingo de la Madre de Dios

Domingo de la Madre de Dios Barberi, también conocido como Domingo Barberi (Viterbo, Italia 22 de junio de 1792 - Reading, Reino Unido, 27 de agosto de 1849), fue un sacerdote y religioso italiano de la Congregación de la Pasión, proclamado Beato por el Papa Pablo VI el 27 de octubre de 1963.

## Infancia y Juventud
Sus padres, José Barberi y María Antonia Pacelli, eran agricultores. Su padre murió cuando Domingo aún no había llegado a los seis años de edad y su madre cinco años más tarde. Tuvieron seis hijos, y Domingo, el más joven, fue adoptado por su tío materno, Bartolomeo Pacelli.
Como un niño que tenía la tarea de conducir a las ovejas, y el mayor, trabajó como agricultor. Tuvo como maestro de vez en cuando un padre capuchino y aprendió a leer como un compañero de su misma edad. A pesar de leer cualquier libro que pasó a tirar, no tenía una formación cultural regular hasta que ingresó en la congregación de los Pasionistas . Era profundamente religioso desde la infancia, pero pasó un período durante el cual parecía haber perdido el fervor religioso de la niñez a causa de lecturas anticlericales y eróticos. En cualquier caso, en ese momento siguió practicando las formas usuales de entrega y encontró su fervor original cuando llegaron en cuatro área de Padres Pasionistas. Este último había sido retirado de sus comunidades religiosas después de la supresión de las órdenes religiosas en la zona de la Estados Pontificios encargado por Napoleón cuando ocupó con sus tropas estos estados.
Cuando Domingo resultó uno de los pocos jóvenes se negaron reclutamiento de reclutamiento militar, lo interpretó como una clara señal de la voluntad de Dios que se convirtió en parte de una comunidad religiosa. Mientras tanto, él habló de su vocación con los Pasionistas que se comprometió a darle la bienvenida como hermano lego tan pronto como su orden había sido reconstituido.
En este período Domingo sintió un llamado interior que le llevó a creer que está destinado a predicar el Evangelio a tierras lejanas y más tarde se confirmó que tenía una llamada específica a predicar al pueblo de Inglaterra. Incluso San Pablo de la Cruz , fundador de la " Orden de los Pasionistas tenía de hecho un gran entusiasmo por la conversión de Inglaterra.

## Ingreso en la Congregación Pasionista
Él fue recibido en la Congregación de los Pasionistas en 1814 , después de la restauración de las órdenes religiosas en los Estados Pontificios, en Paliano. Inicialmente ingresó en la Orden como hermano lego, pero tan pronto como sus talentos excepcionales eran obvias su estado cambia a la de un principiante religioso, con una rara excepción a la práctica.
En los ensayos de su vivacidad de genio fue un ejemplo para sus compañeros, aunque a menudo trató de ocultar su inteligencia excepcional. Fue ordenado sacerdote el 1 de marzo 1818 . Poco después oyó una voz interior que iba a ser víctima de la conversión de Inglaterra.
Completado el curso regular de estudios, enseñó filosofía y teología a los estudiantes de la Congregación por un período de diez años, por primera vez en Sant'Angelo de Vetralla y luego a Roma . Fue durante este período que él produjo la mayor parte de sus numerosas obras teológicas y filosóficas. En el verano de 1830 se le pidió que ayudar a un Inglés convertir al catolicismo , Sir Henry Trelawney, en particular con respecto a la misal domingo.
Durante esta reunión Domingo entró en contacto con el padre Ignacio de St. Paul ( 1799 - 1864 ), un Pasionista Inglés que se convirtió del anglicanismo y otros católicos ingleses influyentes como Ambrosio Phillips .
Este fue el primer paso de un largo viaje que finalmente se llevó el Beato Domingo en Inglaterra.
La cubrió en Italia las oficinas del rector, consejero provincial y el padre provincial de la orden, el cumplimiento de sus funciones con gran habilidad.
En 1839 el Capítulo General de los Pasionistas discutió la posibilidad de fundar una casa de la Orden en Inglaterra. En 1840 se decidió la creación de una casa en Bélgica y la parte superior de Domingo, consciente de su aspiración al apostolado en Inglaterra, a pesar de su edad y mala salud de este último, que lo pone a la cabeza de la pequeña comunidad de religiosos ( cuatro en total) asignada a Bélgica.

## El San Francisco Javier Pasionista
La primera casa de los Pasionistas en Bélgica se estableció para Ere, cerca de Tournai , en junio de 1840 .
A su llegada a Bélgica el obispo local quedó tan impresionado que mira resignado a que Domingo le somete a un examen exhaustivo de la teología moral antes de permitir que él para administrar el sacramento de la confesión. La vida de la pequeña comunidad en Bélgica se presentó en los primeros problemas graves: uno de los hermanos cayó enfermo, la comunidad vivía en la pobreza absoluta y Domingo conocían sólo unas pocas palabras de francés . Sin embargo, su espíritu pronto demostró su energía, la comunidad floreció temprano e incluso Domingo gozaba de buena salud pronto.
En septiembre de Dominic recibió una carta del obispo Wisemann, jefe de la misión británica, invitándole a abrir una casa Pasionista a Aston Hall. Dominic, con el permiso de la Congregación General, visitó el lugar en noviembre de 1840 y aunque Ignacio Spencer le advirtió que la situación en Inglaterra no era propicio para el establecimiento de una casa Pasionista locales, Domenico se fue a Inglaterra de nuevo en octubre de 1841 . Aquí fue recibido con desconfianza y sospecha, no sólo como un cura católico, sino por la forma extraña de Pasionistas de prendas de vestir.
Después de varios meses de espera a ' Oscott Colegio Domingo finalmente ganó la posesión de Aston Hall y en febrero de 1842 , después de veinte años de esfuerzo, que trajo los Pasionistas en Inglaterra, en Staffordshire . Recepción de Domingo y sus Pasionistas no fue benévolo. Los católicos locales temían que los recién llegados habrían provocado una renovada persecución. Domenico también fue ridiculizado: sus intentos para orar en Inglés fueron recibidos por la risa. Sin embargo, la comunidad creció en número y gente de Aston aprendió sobre Domingo era cada vez más excitada, y él comenzó a recibir un flujo constante de conversiones. 

Egli fu uomo sia di preghiera che di azione: noi sappiamo che Padre Domenico era un grande maestro di ascetismo, infaticabile predicatore, apostolo ed esperto apologeta del pensiero contemporaneo, ma conscio anche delle idee sia nuove che del passato e degli errori pericolosi
Papa Paolo VI

Un centro se creó también en los alrededores, en Stone, donde Domingo diría misa y predicó a la gente.
Domingo también se enfrentó a una fuerte oposición. Durante una de sus visitas al centro de la misa, algunos jóvenes locales se lanzaron contra las piedras, pero dos de ellos, después de verlo besar a cada una de las piedras que le había golpeado y essersele puesto en su bolsillo, decidieron convertirse al catolicismo. Muchos de estos ataques llevados Domingco cerca de la muerte. Los ministros de culto protestante imparten las clases anticatólicas para mantener lejos Domingo y católicos por la población. Wilson cita como una vez uno de los pastores protestantes habían seguido Dominic lo largo de la calle gritando argumentos en contra de la transubstanciación , mientras Domenico estaba en silencio, pero tan pronto como uno se iba Domingo dice: "Jesucristo dijo en sustancia consagrada: Esto es mi cuerpo , que usted dice no, no es su cuerpo! que luego debo creer? Yo prefiero creer en Jesucristo "
El aumento de las conversiones en piedra, hasta tal punto que tenía una nueva iglesia que se construirá.

Sin embargo, fue el Aston quien el 10 de junio 1844 se celebró la primera procesión del Corpus Christi en las Islas Británicas, un evento que atrajo a miles de católicos como protestantes.
Domingo luego comenzó a visitar otras parroquias y comunidades religiosas que predican y esas "misiones", como él los llama, que llegó a ser más y más famosos en Inglaterra. Estas misiones se llevaron a cabo a menudo en las ciudades industriales del norte, como Manchester , Liverpool y Birmingham .

### La Conversión de John Henry Newman
Tanto en Italia como en el período Domenico belga había mostrado muy interesado en el movimiento de Oxford . En 1841 apareció en Los Univers [10] una carta de John Dobree Dalgains  que explica la posición de " Alta Iglesia Anglicana . 
Domingo decidió responder a esta carta que creía que monta el punto de vista de la Universidad de Oxford . (Dalgairns era un estudiante universitario cuando escribió la carta). En su respuesta [13] Dominic describió sus grandes esperanzas para la conversión de Inglaterra y su creencia de que los hombres de Oxford serían uno del mismo instrumento. La carta, con la ayuda de Ignacio Spencer, terminó en manos de Dalgairns, que vivía con John Henry Newman en Littlemore .
Domingo rechazó la tesis Anglicana que los 39 artículos podrían interpretarse a la luz del catolicismo . Durante su correspondencia frecuente, Dalgairns y Domingo discutieron la posición católica y Dalgairns iglesias copias de la Regla de los Pasionistas y la obra de Domingo, el lamento de Inglaterra . Finalmente Dalgairns fue recibido en la Iglesia Católica por Dominic Aston en septiembre de 1845. 
En octubre del mismo año visitó Domingo Littlemore, donde Newman hizo su profesión de fe en él. Newman informa en su Apología, como había llegado Domingo empapado de lluvia y mientras se seca en frente de la chimenea, que estaba arrodillado y que había solicitado a Domingo ser recibidos en la Iglesia Católica. [16] Este hecho es inmortalizado en una escultura en la Iglesia Católica del Beato Domingo de la Madre de Dios en Littlemore.
Incluso los dos colegas de Newman en Littlemore fueron recibidos en la Iglesia Católica y Dominic celebran misa para ellos a la mañana siguiente. Después de que Domingo y Newman siguieron cada uno su propio destino.

## Muerte
La comunidad Aston había llegado a un total de quince religiosa, en 1846 una nueva casa fue abierta en Woodchester en Gloucestershire y en 1848 los Pasionistas llegó a Londres .
En los últimos años de su vida trabajó Domingo en las negociaciones para la fundación de Santa Ana de la carrera, en Sutton, donde actualmente está enterrado. En 1847, su amigo desde hace mucho tiempo Ignacio Spencer fue recibido en la Congregación de la Pasión de Jesucristo (Pasionistas). [17]
Durante este período Domingo completado sus tareas en las misiones de predicación y en la orientación de las casas Pasionistas belgas y británicos. El número de conversiones en ese momento era muy alta.
Tenía un sentido del humor alegre, bien ilustrado por el siguiente episodio. La visita a un convento donde fueron educados muchos conversos, se le informó de que las monjas estaban preocupados por tener que enseñar a los varones. Él les dijo al respecto: "No tengan miedo hermanas, usted es demasiado viejo y feo." [18] Las hermanas que tanto aprecian el humor de Domingo informó que el episodio en sus archivos.
Toda esta actividad minó la salud de su padre Domingo, y desde 1848 se argumentó que su carrera estaba en el extremo. Él había predicado en muchos retiros, tanto solo como con el padre Ignacio, tanto en Inglaterra como en Irlanda. 27 de agosto de, 1849 , en Pangbourne , mientras viajaba de Londres a Woodchester, sufrió un ataque al corazón. Llevó a la posada del ferrocarril en la lectura [19] murió después de haber recibido la absolución.
Fue enterrado en la Iglesia de Santa Ana en St. Helens , en el condado de Merseyside, que es también la tumba del Siervo de Dios, Elizabeth Prout e Ignaio Spencer.
fue beatificado por el Papa Pablo VI en 1963 , durante el Concilio Vaticano II

## Escritos
Entre las obras de P. Domingo incluir cursos de Teología Moral, un libro sobre la Pasión de Nuestro Señor, una obra para las hermanas de los Dolores de la Virgen, Divina Paraninfa, una refutación de Lamennais, tres series de sermones, diversas obras de los litigios y del ascetismo.